# Iveland
Iveland é uma comuna da Noruega, com 261 km² de área e 1 151 habitantes (censo de 2004).         